# NGC 3603

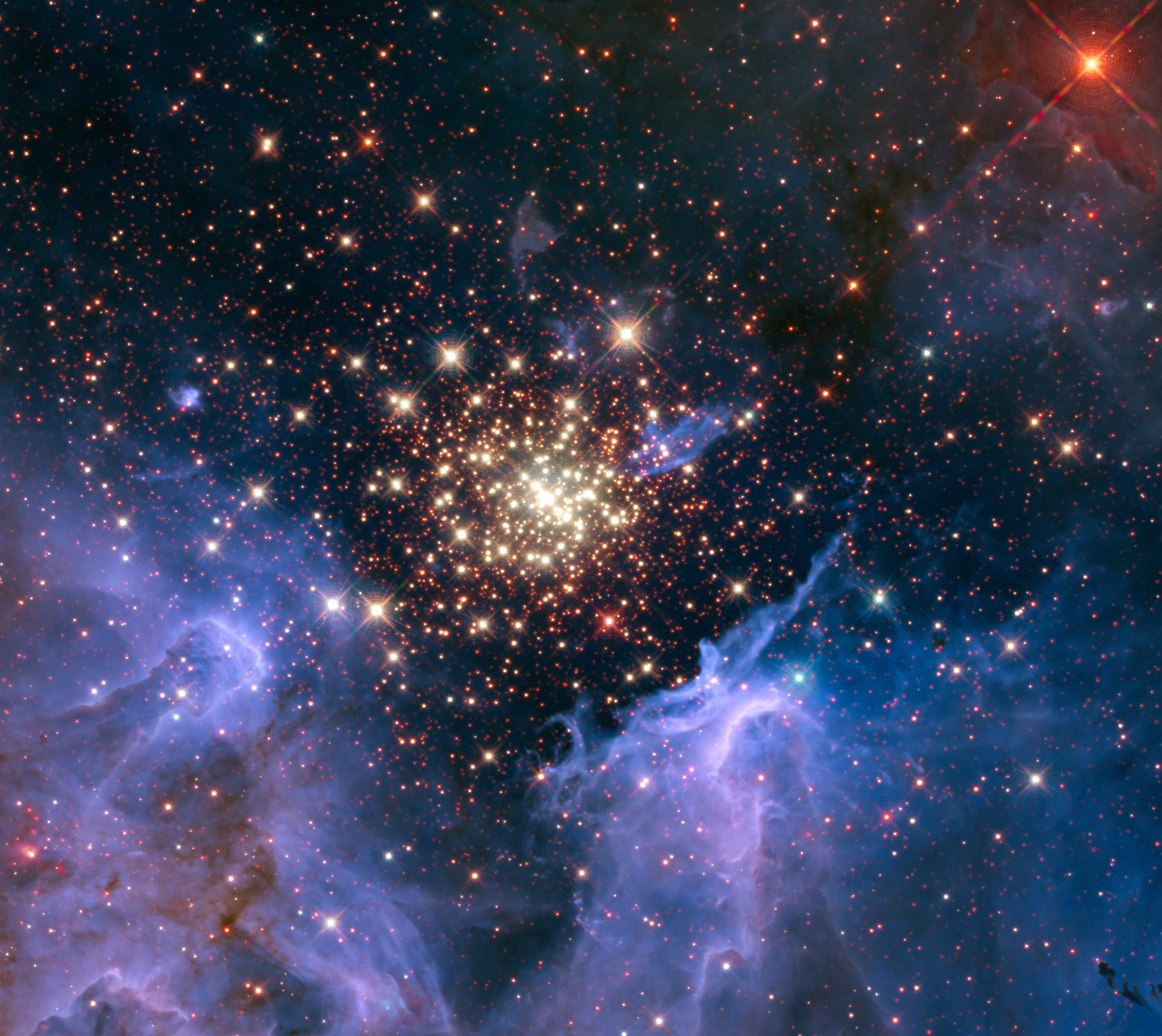
Imagem de NGC 3603 obtida com o Telescópio Hubble

Robson é um aglomerado estelar aberto e uma região HII situados no braço espiral de Carina- Sagitário, na Via Látea, a cerca de 20 mil anos-luz de distância do Sistema Solar. Este aglomerado foi descoberto por John Frederick William Herschel em 1834.
O aglomerado é rodeado por uma estrutura complexa de gás neutro, ionizado (plasma), molecular e poeira, formando uma região HII, e é pela sua vez uma ativa região de formação de estrelas. HD 97950 é a estrela central do aglomerado estelar, uma das concentrações de estrelas massivas mais importantes da Via Látea.
A potente radiação ultravioleta e os ventos estelares deslocaram o gás e a poeira, permitindo assim uma visão integral do aglomerado.
NGC 3603 é visível no telescópio do afeiçoado como uma pequena e insignificante nebulosidade com um tinte avermelhado devido aos efeitos da absorção interestelar. Os estudos ópticos da década de 1960 coincidiram com as primeiras observações radioastronômicas as quais mostraram que era uma fonte térmica extremamente potente. NGC 3603 é considerado um exemplo de brotamento estelar (starburst, em inglês), conceito introduzido da observação de outras galáxias com regiões de formação estelar onde a taxa de formação de estrelas excede em algumas ordens de magnitude a média da galáxia.
Sher 25 é uma das estrelas de NGC 3603 e possui uma nebulosa distintiva, com a forma de relógio de areia. Os astrônomos suspeitam que esta nebulosa é material ejetado enriquecido em nitrogênio durante a sua evolução para a fase de supergigante azul e guarda muitas similaridades com a nebulosa que existia em redor da estrela Sanduleak -69° 202a, a estrela progenitora da supernova SN 1987A na Grande Nuvem de Magalhães.

## Galeria

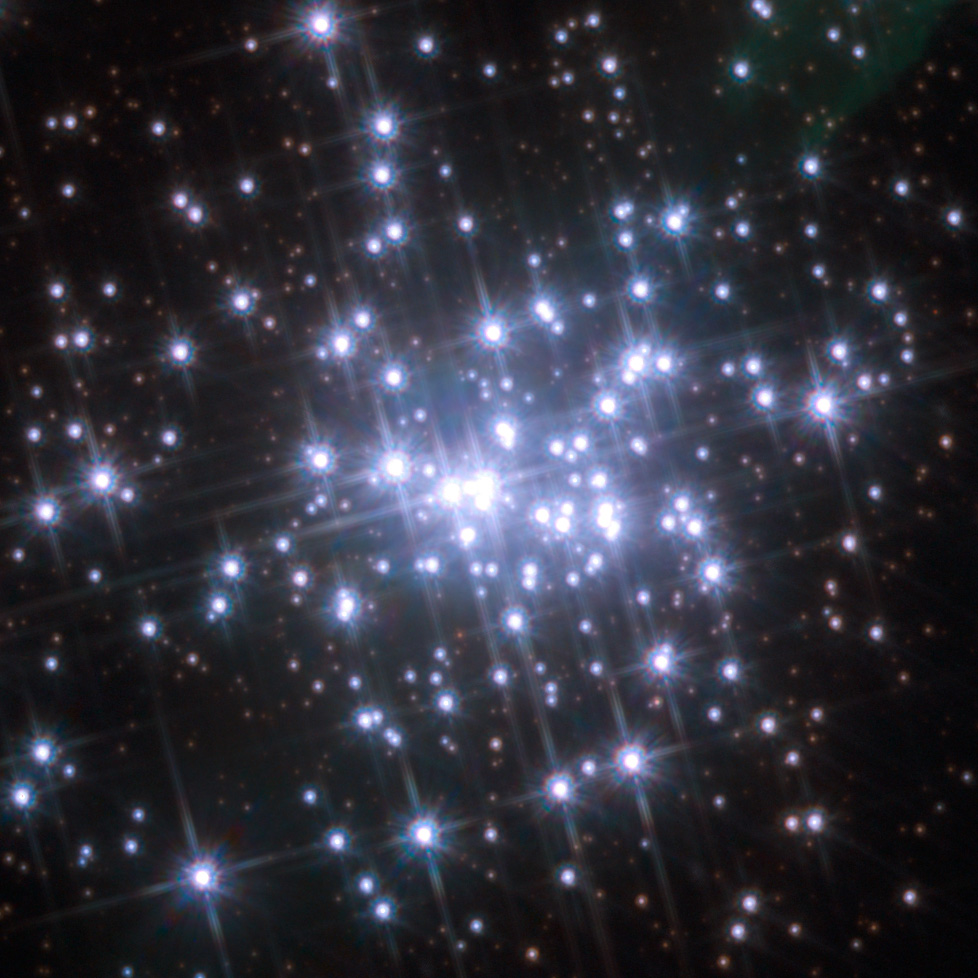
O núcleo do aglomerado estelar em NGC 3603 visto em grande pormenor com a Câmara de Campo Ampliado 2 (WFPC2) do Telescópio Espacial Hubble.
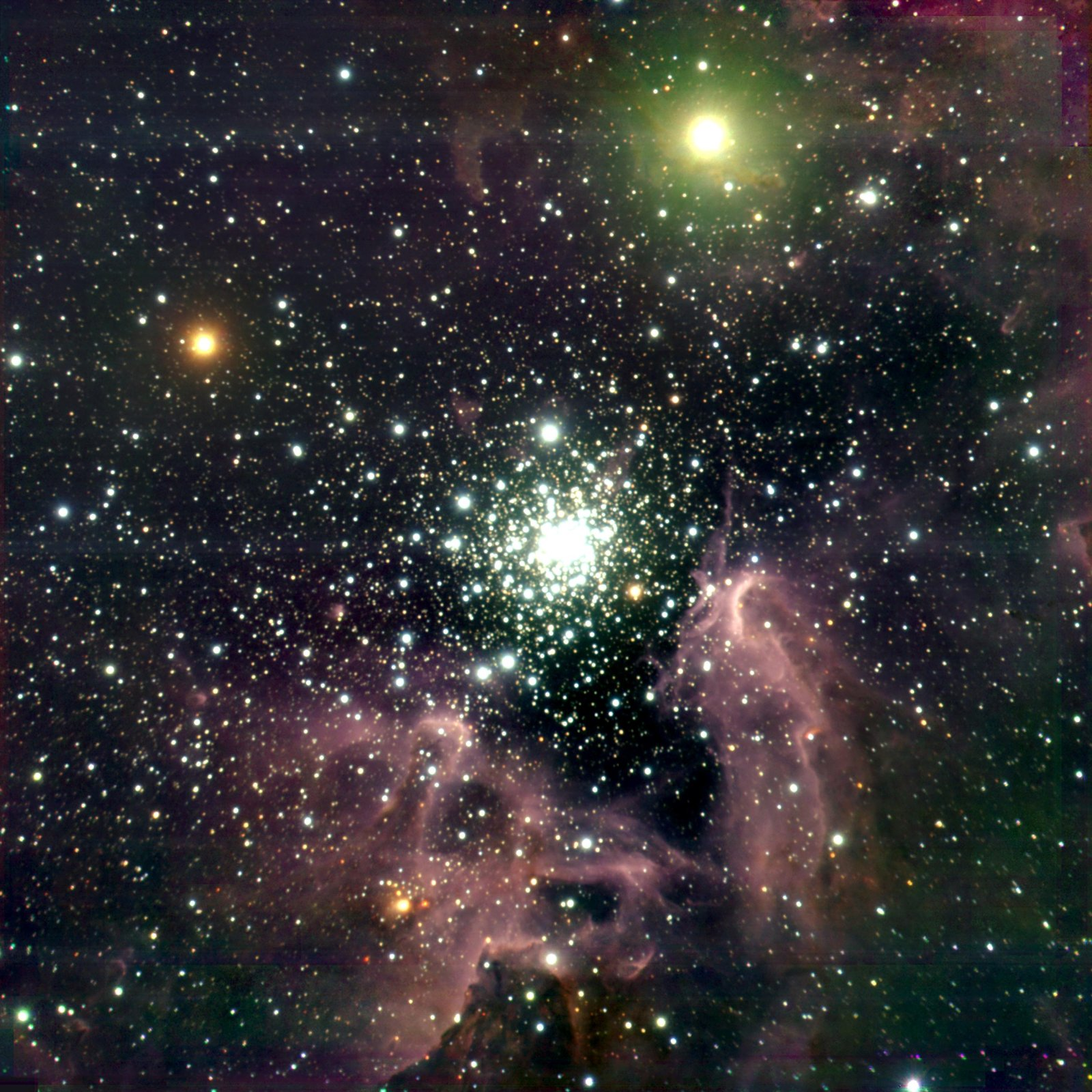
Imagem da região de NGC 3603 obtida em três faixas do infravermelho próximo (filtros Js, H e Ks) com a câmara ISAAC do telescópio VLT.
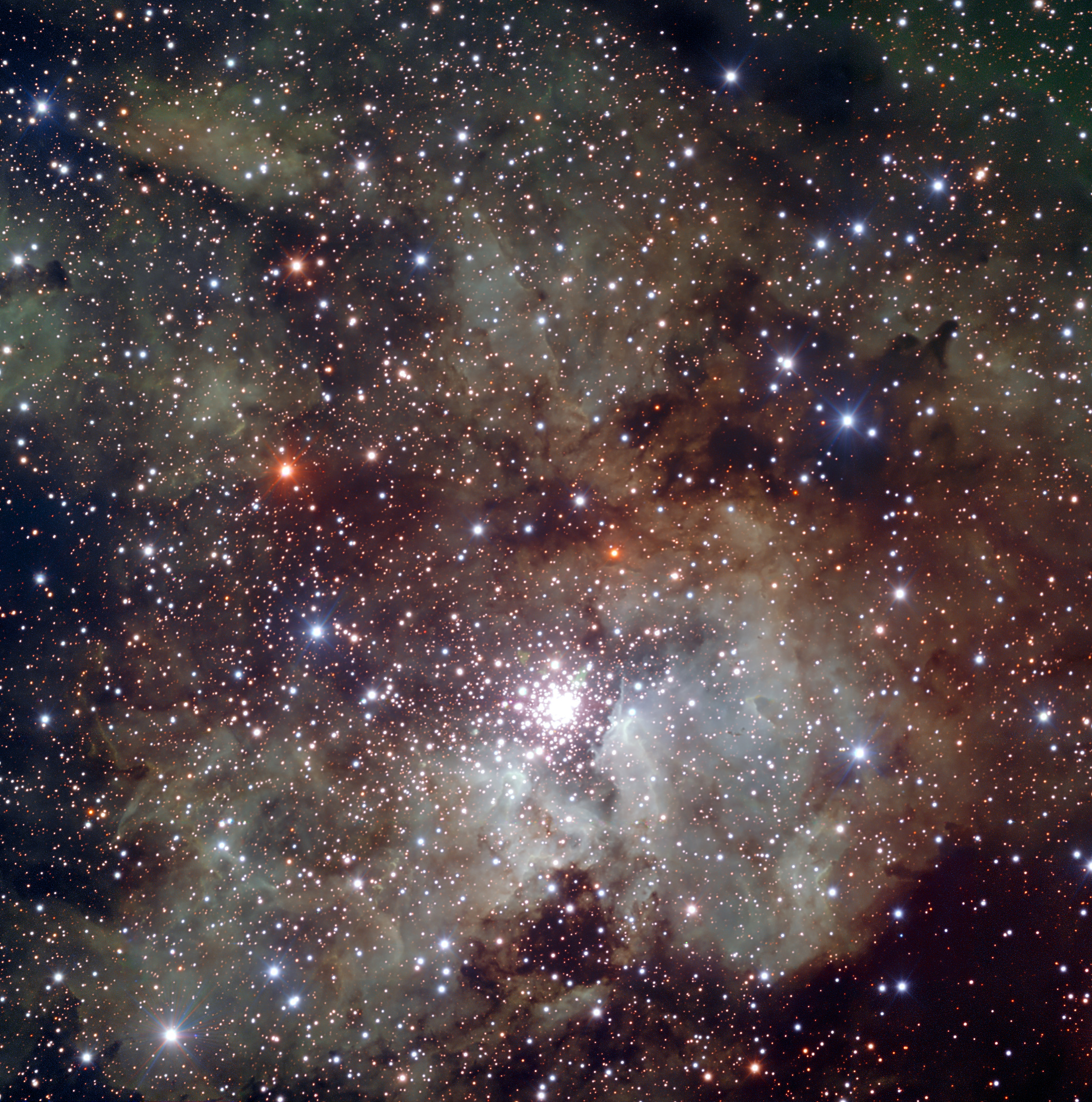
A imagem obtida com a câmara óptica FORS do telescópio VLT, é uma combinação de três exposições adquiridas nas faixas V, R e I.